# Курок

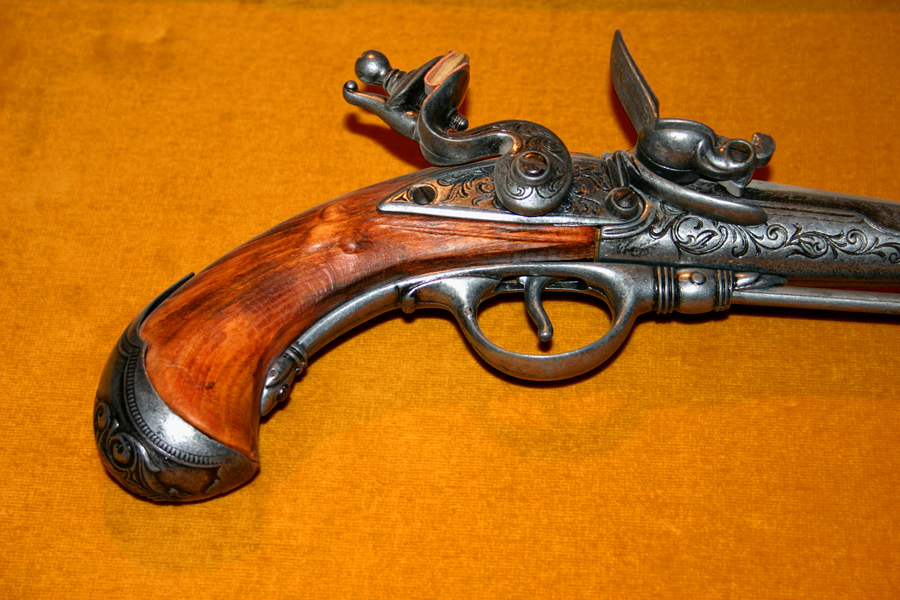
Кремнёвый пистолет со взведённым курком.

Куро́к — деталь ударно-спускового механизма в современном огнестрельном оружии, предназначенная для разбивания капсюля и производства выстрела.
Курок, как правило, представляет собой молоточек, который после спуска с боевого взвода совершает вращательное движение под действием боевой пружины и наносит удар по капсюлю (непосредственно или через ударник).
Название заимствовано из польского языка, в котором слово kurek («петушок» > «курок») является калькой с немецкого Hahn («петух» > «курок»).

…часть стрельного замка, кочеток, хватка, за которую взводят замок; в курок прежде вставляли кремень, ныне он служит молоточком и разбивает, при стрельбе, колпачок.
Толковый словарь Даля.

Курок автомата Калашникова.

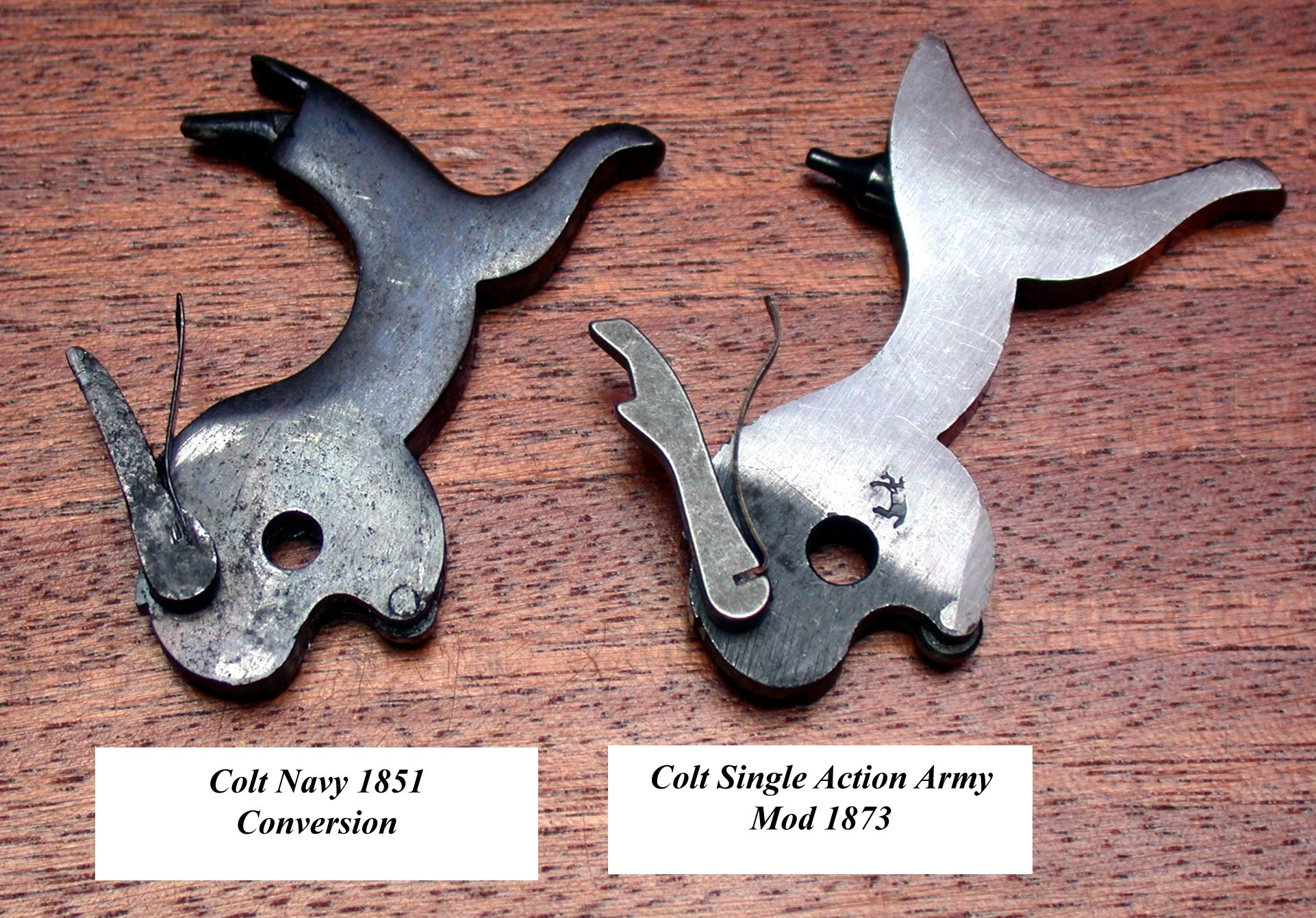
Курки револьверов Кольт.

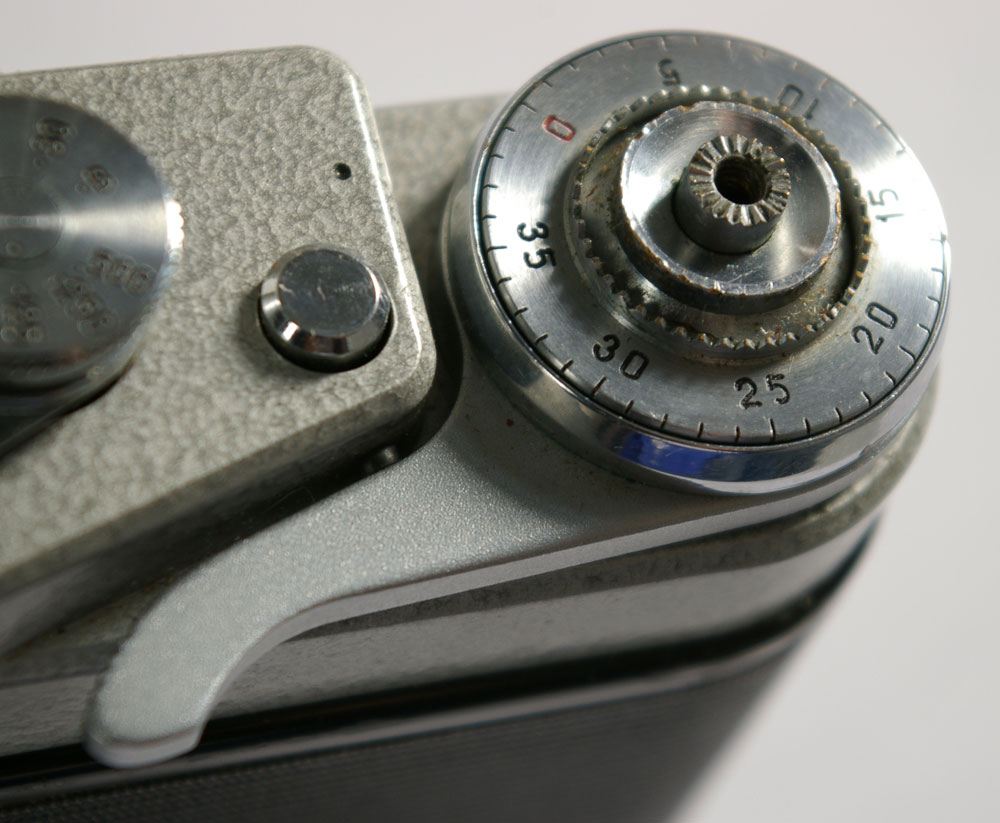
Рычаг взвода (курок) фотоаппарата «Кристалл».

Различают открытое и скрытое расположение курка в оружии. Открытый курок обычно имеет на тыльной части выступ (головку, спицу), позволяющий взвести курок пальцем.
В некоторых образцах оружия, например, в винтовке образца 1891—1930 годов, курком называется наконечник на заднем конце ударника с боевым взводом и с захватом для пальцев.
В устаревших системах оружия роль курка несколько иная.
- В оружии с фитильным замком курок служит держателем тлеющего фитиля и, поворачиваясь на оси, прижимает фитиль к затравочному отверстию.
- В оружии с колесцовым и ударным кремнёвым замком на курке закрепляется кремень.

В разговорной речи курком ошибочно называют спусковой крючок, при нажиме на который ударно-спусковой механизм приходит в действие (например, «нажал на курок»). Курок можно взвести, поставить на взвод (в прошлом говорили «поднять на взвод»), также правильно будет сказать «спустить курок» (синоним слова «выстрелить»).
Также курком называют схожий по форме рычаг, например, рычаг взвода в фотоаппарате.